# Fastlife Mixtape Vol. 3
| Recensione | Giudizio |
| ---------- | -------- |
| OUTsiders  |          |

Fastlife Mixtape Vol. 3 è un mixtape del rapper italiano Gué Pequeno, pubblicato il 20 gennaio 2012.

## Descrizione
Composto da diciassette brani, il mixtape è stato anticipato dagli inediti Forza campione (con la partecipazione di Ensi e Zuli), Scrocchia-rapper (con la partecipazione di 'Ntò e Jake La Furia), Merda in testa (con la partecipazione di Salmo) e L'idea sbagliata (con la partecipazione di Fedez).

## Tracce
1. Mixtape King – 2:15
2. Scrocchia-rapper (feat. 'Ntò & Jake La Furia) – 3:46
3. Forza campione (feat. Zuli & Ensi) – 4:12
4. Grazie a me – 2:33
5. XXX Pt. 3 (feat. Nex Cassel) – 3:06
6. Amore o soldi (feat. Daniele Vit) – 5:10
7. Follow Me (feat. Ghali Foh & Er Nyah) – 3:54
8. Fresh come una rosa – 2:07
9. Fai il bravo (feat. Emis Killa) – 2:09
10. L'idea sbagliata (feat. Fedez) – 3:31
11. Gueddafi – 2:16
12. Menomati (feat. Ganji Killah) – 2:18
13. Merda in testa (feat. Salmo) – 2:16
14. Oh Signore! (feat. Gemitaiz) – 2:23
15. Bomberz (feat. Royal Mehdi & Rischio) – 2:53
16. Colpisco&sparisco (feat. Tormento) – 2:24
17. Come piace a me (feat. T-Mez) – 2:11